# Tetris Attack
Tetris Attack, também conhecido como Panel de Pon (na versão original, japonesa), é um video-game do estilo puzzle lançado em 1995, desenvolvido pela Intelligent Systems e publicado pela Nintendo para o Super Nintendo Entertainment System. Uma  versão de Game Boy foi lançada um ano depois. No jogo, o jogador deve organizar a correspondência de blocos coloridos nas linhas verticais ou horizontais para eliminá-las. Os blocos estão em constante ascensão para o topo do campo de jogo, com novos blocos sendo adicionados na parte inferior. Vários modos de jogo estão presentes, incluindo um time attack e o modo multiplayer.
Produzido por Gunpei Yokoi, Tetris Attack foi lançado como Panel de Pon no Japão, apresentando fadas como os personagens principais com um cenário mítico de fantasia. Versões internacionais substituem-nas por personagens e configurações de Super Mario World 2: Yoshi's Island, lançado em 1995. Embora os lançamentos internacionais tenham o nome Tetris Attack, o jogo não tem relação com a série de videogames Tetris, levando o co-fundador da Tetris Company, Henk Rogers, a se arrepender de dar à Nintendo a licença para usar o nome. Mais tarde, tanto o Panel de Pon quanto o Tetris Attack foram transmitidos pelo periférico Satellaview, somente no Japão, este último renomeado para BS Yoshi's Panepon.
Tetris Attack foi bem recebido pelos críticos por seu estilo gráfico, jogabilidade viciante e modos multiplayer, com alguns observando que a versão norte-americana era superior à versão original japonesa. Foi seguido por uma série de sequências e remakes para várias plataformas, a maioria das quais usa o nome Puzzle League. O jogo é mencionado em outros jogos da Nintendo, como a série Super Smash Bros., Animal Crossing: New Leaf e Captain Rainbow .

## Jogabilidade
Tetris Attack é um videogame de quebra-cabeça (puzzle). O jogador deve usar um cursor na tela para organizar os blocos coloridos em linhas horizontais ou verticais - combinar três ou mais blocos da mesma cor os destruirá. Quaisquer blocos acima das linhas limpas cairão, o que pode ser usado para causar reações em cadeia se tocarem outros blocos correspondentes. O jogador também pode ganhar combos limpando mais de três blocos em um único movimento. À medida que o estágio avança, os blocos começarão a subir constantemente em direção ao topo da tela, com novos blocos sendo gerados a partir do fundo. Se os blocos tocarem o topo do campo de jogo, o jogador perde.
Vários modos de jogo diferentes estão incluídos, como o Story Mode, que coloca o jogador contra uma série de oponentes controlados por computador. No Endless Mode, o jogador é desafiado a jogar o maior tempo possível com uma pilha de blocos continuamente crescente, o que aumenta a velocidade ao longo do tempo. O modo cronometrado (Time Trial) desafia o jogador a marcar o máximo de pontos possível dentro de um prazo de dois minutos. O modo Clear Stage leva o jogador a uma série de estágios em que o objetivo é limpar todos os blocos abaixo de uma linha "limite". Também é fornecido um Modo de quebra-cabeça, que apresenta ao jogador vários quebra-cabeças em que ele ou ela deve limpar todos os blocos em um número definido de movimentos - os blocos aqui não se elevam em direção ao topo. Vários modos multiplayer também estão presentes com níveis de dificuldade intercambiáveis.

### Endless Mode
No modo Infinito (Endless Mode), os jogadores jogam para tentar alcançar a melhor pontuação possível antes de terminar o jogo. É possível escolher o nível de dificuldade (Fácil, Normal, Difícil) e o nível de velocidade (level 1-99) para começar, além do seu mascote preferido. No entanto, quanto mais tempo eles conseguirem permanecer vivos, mais rápido a pilha começará a aumentar. Se o jogador conseguir atingir uma pontuação de 99.999, a sequência de créditos será reproduzida.

### Time Trial
O modo Contra-relógio (Time Trial) é semelhante ao modo Infinito, exceto que os jogadores têm um limite de tempo de dois minutos, e o objetivo é marcar o máximo de pontos possível antes que o tempo acabe. Neste modo também é possível escolher com qual personagem jogar.

### Stage Clear
Este modo é exatamente como o modo Infinito, exceto que os jogadores devem limpar todos os painéis acima da "linha clara" desenhada na pilha. A linha não é visível no início do jogo e só é visível quando os jogadores limpam painéis suficientes para que a pilha suba o suficiente. Se a pilha tocar o topo antes que todos os painéis acima da "linha clara" sejam removidos, os jogadores perderão. Não há limite de tempo neste modo de jogo.
Há um total de 30 rodadas (sem contar a "etapa especial" e a "última etapa"), com cinco rodadas por nível. A cada estágio completado, uma senha (password) será mostrado ao jogador. No menu principal, ao digitar esse password, será possível continuar o jogo no estágio onde parou.
O "estágio especial" (special stage) e o "último estágio" (last stage) envolvem derrotar Bowser com combos e ligações antes que a pilha chegue ao topo. Enquanto o "special stage" é apenas um estágio de bônus para testar as habilidades dos jogadores, o "last stage" pode ser repetido caso o jogador perca.

### Puzzle
No modo de quebra-cabeça (puzzle), os jogadores recebem um número de painéis na tela e devem limpar todos eles com apenas um número limitado de opções pelo cursor. Os jogadores jogam dez rodadas com até seis personagens diferentes. Além disso, no final de cada rodada, os jogadores recebem um password, que eles podem usar para voltar ao jogo mais tarde. Não há limite de tempo para este modo de jogo. Na versão de SNES, ao apertar o botão X ou Y é possível reverter a sua última ação. Ao apertar os botões simultaneamente, o desafio é resetado.
Em uma nota lateral, existem alguns quebra-cabeças ainda mais difíceis com os quais os jogadores podem jogar se tiverem a senha correta.

### Versus
Single player VS é um jogo em que os jogadores podem combater o computador em uma luta para libertar os aliados do jogador de um feitiço lançado por Kamek, um poderoso Magikoopa aliado de Bowser. Um por um, os jogadores e Yoshi devem quebrar o feitiço sobre cada um de seus aliados, lutando e derrotando-os. A chave para fazer isso é despejar blocos de lixo (Garbage Block), - que se assemelham ao Teto do Mal (Evil Ceiling) de Wario's Woods - em sua pilha. Existem painéis especiais chamados Shock Panels. Quando três ou mais deles se alinham, isso cria um Shock Block, um Garbage Block especial, o que dificulta a limpeza de Garbage Blocks. Cada batalha fica sucessivamente mais difícil e, à medida que os jogadores progridem e libertam seus aliados, eles também podem usá-los na batalha.
Dentro do Mt. Wickedness, os jogadores enfrentarão Hookbill the Koopa e Naval Piranha em todos os níveis de habilidade. Nos níveis de habilidade "Normal" e "Hard", Kamek será o próximo oponente. E no nível de habilidade "Hard", os jogadores enfrentarão Bowser como o oponente final.
Há também um nível de habilidade "Super Hard", que testará fortemente as habilidades dos jogadores. Todos os oponentes que lutaram no nível de habilidade "Hard" estarão neste nível de habilidade.

## Personagens de Tetris Attack
Enquanto Mario, Luigi, Princess Peach e Toad não aparecem diretamente neste jogo, Yoshi luta contra Bowser e resgata seus amigos no modo single-player versus, e ele explica a jogabilidade para o jogador nos tutoriais. Uma infinidade de outros personagens de Super Mario World 2: Yoshi's Island também aparecem no jogo, alguns como aliados e outros como inimigos. Os seguintes personagens são:

#### Parceiros
- Yoshi
- Lakitu
- Poochy
- Froggy
- Gargantua Blargg
- Raphael the Raven

Os seguintes personagens só podem ser usados nos modos de jogo VS. Há uma exceção na versão Game Boy do modo de jogo Puzzle.
- Bumpty (SNES, apenas)
- Flying Wiggler
- Lunge Fish

#### Rivais
- Hookbill The Koopa
- Naval Piranha
- Kamek
- Bowser

Os personagens rivais podem ser usados apenas no modo de dois jogadores. Há uma exceção na versão Game Boy do modo de jogo Puzzle, no entanto.[carece de fontes?]

## Personagens de Panel de Pon
Quando a série foi trazida para o ocidente, vários nomes foram renomeados e as personagens originais que eram fadas foram substituídas por propriedades mais populares da Nintendo como uma tentativa de tornar esta série mais comercializável.
O jogo Pokemon Puzzle League foi construído a partir do projeto Panel de Pon 64 que fora cancelado, não sendo lançado. A única prova de que Panel de Pon 64 existe está em um único vídeo do YouTube por Gamers Manuel que parece ter obtido o protótipo original do Panel de Pon 64 antes alterado para Pokémon Puzzle League. O Pokémon Puzzle Challenge seria originalmente um jogo Panel de Pon que ficou evidente por dados não utilizados dentro do jogo. O estágio da personagem Lip pode ser acessado usando a entrada de certas combinações de botões, descobertos 13 anos depois do lançamento original. Quando esses jogos foram lançados no Japão, cada um deles foi nomeado como Panepon, pois a série já tinha uma marca existente na região e a convenção de nomenclatura de cada jogo nesta série foi mais apropriado e menos confuso no geral. 
Até hoje, a estética original das fadas permanece praticamente desconhecida no Japão. A razão é que a representação lá é vaga, não dá às pessoas uma ideia de onde vem o conteúdo. Na série Super Smash Bros., Lip nunca apareceu na série, apesar das poucas referências que ela tem no jogo. Numerosas vezes na série, Panel de Pon foi erroneamente rotulado como Tetris Attack, já que Lip e sua varinha não aparecem no jogo
Na história original, existe o mundo onde vivem as fadas. A natureza é rica e todos os tipos de animais convivem pacificamente com elas. Nada na natureza pode sobreviver sem uma fada (então, basicamente, o mundo das fadas depende da magia das fadas para funcionar corretamente). Elas moram juntas com todos os tipos de coisas, da água ao verde das florestas, do fogo ao vento. Cada fada possui magia também. Não se destina a machucar ninguém; em vez disso, essa magia é usada para manter a paz do mundo das fadas e dos animais. Uma das fadas, a fada das flores, Lip, é uma jovem alegre e espirituosa. Infelizmente, ela ainda não é muito boa em usar magia de manutenção da paz, então ela tem que usar a ajuda de sua varinha mágica para lançar feitiços. Um dia, do nada, monstros apareceram nesta terra pacífica e começaram a causar estragos. Eles intimidaram as fadas, devastaram o mundo e fizeram o que quiseram! Como se isso não bastasse, eles lançaram um feitiço maligno nas fadas que eram melhores amigas umas das outras, fazendo-as brigarem! "Nesse ritmo, esses monstros vão dominar todo o mundo das fadas!" Uma fada sozinha - Lip, que conseguiu escapar da magia dos monstros - foi resgatar as outras fadas.

### Parceiros
- Flower Fairy Lip
- Wind Fairy Windy
- Ice Fairy Sherbet
- Nature Fairy Thiana
- Jewel Fairy Ruby
- Water Fairy Elias
- Fire Fairy Flare
- Sea Fairy Neris
- Moon Fairy Seren

### Rivais
- Big Bird Phoenix
- Monster Dragon
- Demon King Thanatos
- Goddess Cordelia[2]

## Diferenças Entre Tetris Attack e Panel de Pon
- No menu, há uma opção adicional que permite aos jogadores visualizar o conteúdo, como efeitos sonoros, biografias dos personagens e alterar algumas das configurações para o modo 2-player vs.
- A tela de título foi totalmente redesenhada sem recursos usados no Panel de Pon.
- Há uma tela de password para o modo Versus.
- O Fairy World foi totalmente redesenhado para um estágio do Yoshi. O tema de Lip só é reproduzido no modo tutorial, já que o jogo usa uma versão do tema de Yoshi em Super Mario World 2 Yoshi's Island.
- Garbage Blocks não são mais exclusivos do personagem, mas em vez disso, todos os personagens usam uma versão modificada do Garbage Block de Thanatos.
- Sem abalos de boca sempre que os personagens fizerem uma sequência nos modos de 1 jogador.
- A voz que diz "Nintendo" quando se inicializa o jogo é diferente.
- O estágio Jewel World foi totalmente redesenhado, já que Flying Wiggler (correspondente de Ruby) está mais associado a flores do que a joias.
- Os primeiros três chefes no Mt. Wickedness de Tetris Attack usa uma tileset como as vistas no Hub World de Panel de Pon.
- Kamek, Naval Piranha e Hookbill The Koopa usam o tema de Phoenix e Dragon.
- Bowser reutiliza o tema de Thanatos e a tileset é baseada na de Dragon, fazendo com que o tema de Cordelia não seja utilizado.
- As cores de Tetris Attack são mais saturadas do que as de Panel de Pon.
- Death Mt. foi renomeado para Mt. Wickedness.
- Kamek não tem uma cena como Thanatos. (estágio 11) .
- A paleta não muda na cutscene de Bowser, nem há quaisquer efeitos no lugar dos efeitos da cutscene de Cordelia.
- O final é diferente, mais parecido com uma história típica dos jogos de Mario.[2]

## Desenvolvimento e Lançamento
Tetris Attack foi lançado no Japão em 27 de outubro de 1995, em agosto de 1996, na América do Norte e 28 de novembro de 1996 na Europa. O desenvolvimento foi liderado pela Intelligent Systems e produzido por Gunpei Yokoi, conhecido como o criador do Game Boy.  Como dito anteriormente, apesar do título, o jogo não tem relação com a franquia de jogos Tetris, o que levou o co-fundador da Tetris Company, Henk Rogers a dizer, em uma entrevista de 2009, que lamentava por ter dado à Nintendo permissão para usar o nome. Embora Rogers gostasse do jogo, ele acreditava que "se perdeu na história", devido ao uso da marca Tetris.

Uma versão de Game Boy foi lançada em 1996. Dois anos mais tarde, em 1998, uma versão especial de Panel de Pon foi transmitido através do periférico Satellaview para o Super Famicom, no Japão, renomeado como BS Panel de Pon - Event '98 como parte de um concurso por St. GIGA. Tetris Attack foi lançado para o Satellaview no mesmo ano, renomeado como BS Yoshi no Panepon. Um remake de Panel de Pon foi lançado para o GameCube em 2003, como parte do Nintendo Puzzle Collection, juntamente com  Dr. Mario 64 e Yoshi's Cookie. Um lançamento Norte-Americano foi planejado, mas foi posteriormente cancelado por motivos desconhecidos. O Panel de Pon desta coleção é uma sequência completa do primeiro jogo,com novos personagens e tem conteúdo que foi previamente descartado no Panel de Pon GB, o motor do jogo foi baseado no Pokémon Puzzle League. Este foi o último jogo a usar predominantemente personagens da série ou outras propriedades. O original Panel de Pon foi digitalmente relançado para a versão japonesa do Wii Virtual Console, no dia 27 de novembro de 2007. A versão original do Tetris Attack foi adicionado para o serviço Nintendo Switch On-line em 20 de Maio de 2020 em seu título Japonês Panel de Pon.

## Recepção
Tetris Attack foi recebido com críticas muito positivas, ganhando uma classificação média de 90% no GameRankings. Os quatro revisores da Electronic Gaming Monthly deram uma nota 8.25/10, louvando a jogabilidade viciante, gráficos coloridos e cartunescos, uso de personagens do universo de Mario na localização norte-americana, e o modo two-player. A GamePro deu um perfeito 5 de 5 em gráficos, controle, e fator diversão, e um 4.5 de 5 em som. O revisor comentou que foi "uma versão mais suave, estilo de jogabilidade mais lento, que requer a aprendizagem de alguns novos controles fáceis, mas este jogo não é menos viciante do que o original Tetris."
A GamePro, ainda, deu à versão para Game Boy uma breve revisão positiva, dizendo que ela "atualiza o conceito do antigo Tetris, por inverter a ação básica".
Os editores da Electronic Gaming Monthly nomearam Tetris Attack do Super NES como Jogo do Ano, Jogo do Ano Portátil e Jogo de Quebra-cabeça do Ano, comentando que "A simples premissa torna um jogo de apelo de massa; a sua profundidade faz dele o deleite de um jogador hardcore." Em 1997, os editores da Electronic Gaming Monthly, classificaram a versão de Super NES como o 16º melhor jogo de console de todos os tempos. Eles citaram a sua acessibilidade e qualidade viciante, confessando que o seu chefe tinha confiscado a cópia oficial do jogo, devido ao longo tempo gasto jogando-o. A GamesRadar+ colocou-o na posição 87 da lista dos "100 melhores jogos de todos os tempos", afirmando que "você não viveu até jogar o modo de dois jogadores de Tetris Attack  e dropar um imensamente satisfatório Garbage Block de cinco linhas em seu oponente." A Game Informer destacou-o em sua própria lista de melhores jogos de todos os tempos na posição 96 e o chamou de um dos mais viciantes jogos de quebra-cabeça já feitos. A GameSpot chamou-o de "absolutamente brilhante".

## Legado
Tetris Attack foi seguido por várias sequências de jogos, a maioria usando o nome de Puzzle League, no ocidente. Os primeiros deles foram os Pokémon Puzzle Challenge para o Game Boy Color e Pokémon Puzzle League para o Nintendo 64 em 2000, apresentando personagens da série de anime Pokémon, seguido por Nintendo Puzzle Collection em 2003 e Dr. Mario & Puzzle League para o Game Boy Advance, em 2005. Planet Puzzle League foi lançado para o Nintendo DS em 2007 (cujo nome foi mudado para Panel de Pon DS no Japão e Puzzle League DS na Europa), com o multiplayer online de apoio, através do extinto serviço Nintendo Wi-Fi Connection e controles touch-screen. Um jogo semelhante para DSiWare, Puzzle League Express, foi lançado em 2010 para o Nintendo DSi com muitos dos mesmos recursos do Planet.
Vários jogos da Nintendo referenciam Tetris Attack e Panel de Pon. O "Lip's Stick", a principal arma do personagem principal de Panel de Pon, aparece em toda a série Super Smash Bros. desde Super Smash Bros. Melee, servindo para envenenar o oponente. Super Smash Bros. Brawl apresenta vários personagens e um bloco vermelho, como stickers colecionáveis, da versão de Nintendo Puzzle Collection de Panel de Pon. Um remix da canção tema de Lip pode ser tocado na fase PictoChat. A música está em Super Smash Bros for Wii U para a fase inspirada em Wrecking Crew e no seu acompanhante do Nintendo Switch Super Smash Bros.Ultimate. Lip aparece no jogo de Wii exclusivo do Japão Capitain Rainbow e como um espírito, e traje lutador de Mii de Super Smash Bros. Ultimate. Uma atualização de 2016 para Animal Crossing: New Leaf adiciona um minigame baseado na série Puzzle League, intitulado Animal Crossing Puzzle League. Completar o minigame premia o jogador com um traje baseado em Lip.
Panel de Pon foi lançado no serviço Nintendo Switch On-line em 20 de Maio de 2020, inclusive em regiões internacionais pela primeira vez.